# هیچ‌کس احمق نیست (فیلم ۱۹۳۶)
هیچ‌کس احمق نیست (به انگلیسی: Nobody's Fool) یک فیلم سینمایی کمدی آمریکایی محصول سال ۱۹۳۶ به کارگردانی آرتور گرویل کالینز و نویسندگی رالف بلاک ، بن مارکسون و جری ساکهایم است. در این فیلم ادوارد اورت هورتون ، گلندا فارل و سزار رومرو بازی می‌کنند.    این فیلم توسط کمپانی یونیورسال پیکچرز در تاریخ ۱ ژوئن ۱۹۳۶ منتشر شد. داستان فیلم درباره یک پسر بچه ساده لوحی است که به شهر نیویورک می‌رود و در آنجا با کلاهبرداران املاک همراه می‌شود. 